# Raven (Virginie)
 (mars 2025).
Pour les articles homonymes, voir Raven.
Raven est une census-designated place située dans les comtés de Russell et de Tazewell, dans l’État de Virginie, aux États-Unis. Lors du recensement de 2020, elle comptait 1 988 habitants.